# Goombay Dance Band
Goombay Dance Band é uma banda alemã dos anos 70 criada por Oliver Bendt. A banda tem o nome de uma pequena baía na ilha caribenha de Santa Lúcia.
Sua música tem som característico (algo semelhante ao Boney M.), uma mistura de soca caribenha, Calipso e pop ocidental.
O grupo construiu uma base de fãs em toda a Europa e, no total lançaram 15 singles entre 1979 e 1985, tempo onde tiveran maior sucesso comercial. Foram muito populares na África do Sul também, onde "Sun of Jamaica" e "Aloha-Oe" chegaram ao topo das paradas de singles. "Seven Tears" tornou-se hit número um no Reino Unido em 23 de março de 1982.
Sua canção de maior sucesso foi "Sun of Jamaica" , que chegou ao topo das paradas alemãs por nove semanas em 1980 e vendeu 11 milhões de cópias, apesar de nunca ter alcançado o Top 40 no Reino Unido. No entanto, em 1982, a canção "Seven Tears" foi #1 na UK Singles Chart durante três semanas e vendeu um milhão de cópias. "Sun of Jamaica" também alcançou o topo das paradas musicais alemãs em 1980, quando lançada sob o título "Nie mehr allein sein" pelo cantor Tony Holiday.

## Álbums
| Ano  | Título                             |
| ---- | ---------------------------------- |
| 1980 | Zauber der Karibik                 |
| 1980 | Land Of Gold                       |
| 1981 | Holiday in Paradise                |
| 1982 | Born To Win                        |
| 1982 | Tropical Dreams                    |
| 1991 | Sun of Jamaica 1991 (compilação)   |
| 1992 | Greatest Hits (compilação)         |
| 1993 | Sommer, Sonne, Strand              |
| 1995 | Island Of Dreams (compilação)      |
| 1995 | Sun of Jamaica 1995 (compilação)   |
| 1995 | Caribbean Beach Party (compilação) |
| 1997 | Christmas By The Sea               |
| 1998 | Sun of Jamaica 1998 (compilação)   |

## Singles
- 1979 "Sun Of Jamaica" / "Island of Dreams"[1]
- 1979 "Ring Ting Ting" / "Sunny Caribbean"
- 1980 "Aloha ʻOe|Aloha-Oe (Until We Meet Again)" / "Conga Man"
- 1980 "Eldorado" / "Love and Tequila"
- 1980 "Rain" / "King of Peru"
- 1981 "Seven Tears" / "Mama Coco"
- 1981 "Christmas At Sea" / "Ave Maria No Morro"
- 1982 "Santorini Goodbye" / "Carry The Load"
- 1982 "Robinson Crusoe" / "The Magician"
- 1982 "My Bonnie" / "Alice, My Love"
- 1983 "If You Ever Fall In Love" / "Jericho"
- 1983 "Born To Win" / "Caribbean Dreams"
- 1984 "Don't You Cry, Caroline" / "Storybook Lovers"
- 1985 "Marlena" / "Young Hearts"
- 1985 "A Typical Jamaican Mess" / "Canta mi lengua"